# Martín Castillo
José Martín Castillo García (* 13. Januar 1977 in Mexiko-Stadt, Mexiko) ist ein ehemaliger mexikanischer Boxer im Superfliegengewicht.

## Profikarriere
1998 begann Castillo erfolgreich seine Profikarriere. Am 3. Dezember 2004 boxte er gegen Alexander Muñoz um den Weltmeistertitel des Verbandes WBA und siegte durch einstimmige Punktrichterentscheidung. Diesen Titel verteidigte er insgesamt dreimal und verlor ihn im Juli 2006 an Nobuo Nashiro durch technischen K. o. in Runde 10.
2010 beendete er seine Karriere.